# استنلی جیجیتس
استنلی جیجیتس (لهستانی: Stanley Dziedzic؛ زادهٔ ۵ نوامبر ۱۹۴۹) کشتی‌گیر لهستانی‌تبار اهل ایالات متحده آمریکا بود.
وی در مسابقات کشوری و بین‌المللی در مجموع برندهٔ ۱ مدال طلا، ۱ مدال برنز شده‌است.